# معتزلات
المعتزلات أو العناكب الجملية (الاسم العلمي:Solifugae) (بالإنجليزية: camel spiders)‏ هي رتبة تتبع طائفة العنكبيات من شعبة مفصليات الأرجل. وتعرف هذه الرتبة بأسماء أخرى مثل عقارب الرياح وعناكب الشمس والسلبوغيات. تتضمن الرتبة أكثر من 1000 من الأنواع الموصوفة في نحو 153 جنسا. تعتبر العناكب الجملية رتبة مختلفة عن (رتبة الروتيلاوات)العناكب والعقارب (رتبة العقارب). ومثل العنكبوت بشكل كبير فإن جسد السوليفيوجيد يحتوي على جزأين جزء وظيفي بجسم مفصليات الأرجل، وأوبستوسوما (البطن) خلف البروسوما (ذلك في الواقع يعتبر رأسًا وصدرًا مركبين). في الطرف الأمامي يحمل البروسوما زوجًا من الزوائد المخلبية والتي تكون في كثير من الأنواع كبيرة بصورة واضحة. وتعمل الزوائد المخلبية كفكين، وفي عديد من الأنواع تستعمل أيضًا من أجل إنتاج صوت الصرير. وخلافًا للعقارب، فإن السوليفيوجيدات ليس لديها الجزء الوظيفي الثالث بالجسد الذي يشكّل «الذيل». تعيش غالب أنواع العناكب الجملية في الصحاري وتتغذى كلما سمحت الفرصة بذلك على مفصليات الأرجل الأرضية وغيرها من الحيوانات الصغيرة. بعض الأنواع قد تنمو إلى طول 300 مـم (12 بوصة) بما في ذلك الأرجل. ويبالغ عدد من الأساطير الحضرية في حجم وسرعة العناكب الجملية، وخطرها المحتمل على الإنسان، وهو ما يعتبر غير حقيقي فعليًا.

## التشريح
تعتبر العناكب الجملية صغيرة نسبيًا مقارنة بمفصليات الأرجل أما بين القليل من المليمترات إلى عدة سنتيمترات في طول الجسم) حيث يصل طول النوع الأكبر إلى 15 سـم (6 بوصة) من حيث طول الرأس والجسد. الأرقام التي يُستشهد بها لبيان الحجم غير القابل للتصديق للتأثير الحسي تعتبر قليلة النفع، وهذا بسبب أنه وإن كانت غير خرافية كليةً إلا أنها في العادة تتضمن أطوال أرجل بطرق غير قياسية. واقعيًا فإن الأطوال النسبية لأرجل الأنواع المتعددة تختلف بشكل كبير، ولذا فإن الأرقام الناتجة غالبًا ما تقدم معلومات غير صحيحة. وتشير القياسات الأكثر عملية في المقام الأول إلى طول الجسم وتستشهد بطول الأرجل بصورة منفصلة إذا ما وجد ذلك من الأساس. حتى وإن وُجد ذلك يبقى من الصعب الحصول على بيانات سليمة داعمة بسبب قلة المصادر التي تذكر أكثر من مجرد المزاعم غير الموثوق بها. يقترح أحد المصادر أن طول جسد يصل إلى 7 سـم (3 بوصة) وآخر يعطي رقمًا يبلغ 10 سـم (4 بوصة). حتى إذا ما أخذ المرء القيم مثل 15 سنتيمترًا باعتبارها قيمة ظاهرية فإنها تظل مبالغ فيها. أكثر الأنواع تقترب من 5 سنتيمترات طولًا، وبعض الأنواع الصغيرة أقل من سنتيمتر واحد كطول لمجموع الرأس والجسم عند بلوغ النمو التام.
لدى الجسم جزءان رئيسان (جزء وظيفي بجسم مفصليات الأرجل). بروسوما أو الصدراس يعتبر المصطلح للجزء المقدم من الجسد، والبطن المكونة من عشر قطع أو أوبستوسوما يعتبر الخلفي. وكما يظهر في الصور التوضيحية فإن بروسوما وأبستوسوما السوليفيوجيد غير منفصلين بعضو مقبوض واضح كما يوجد لدى العناكب «الحقيقية» من رتبة «الروتيلاوات». تضم البروسوما الرأس وأجزاء الفم والفلقات التي تحمل الأرجل وزوج الأطراف الثاني. وأما الاسم البديل «الصدراس» فيعكس حقيقة أن البروسوما تتضمن الأجزاء التي تشكّل في الحشرة الرأس بالإضافة إلى الصدر. وبالرغم من أنها غير منقسمة إلى جزئين جسديين واضحين إلا أن البروسوما لديها ذيل زراع قرني خلفي كبير محدد جيدًا يحمل عين الحيوان والزوائد المخلبية؛ بينما يحمل الساقين قطاع خلفي صغير. مثل العقارب المخادعة والحاصد، فإن السولفيوجاي تفتقد أكياس التنفسولكن لديها بدلًا من ذلك نظام القصبة الهوائية متطورة جيدًا تسحب الهواء من خلال ثلاثة أزواج من الفتحات بالجانب السفلي من الحيوان.

### الزوائد المخلبية

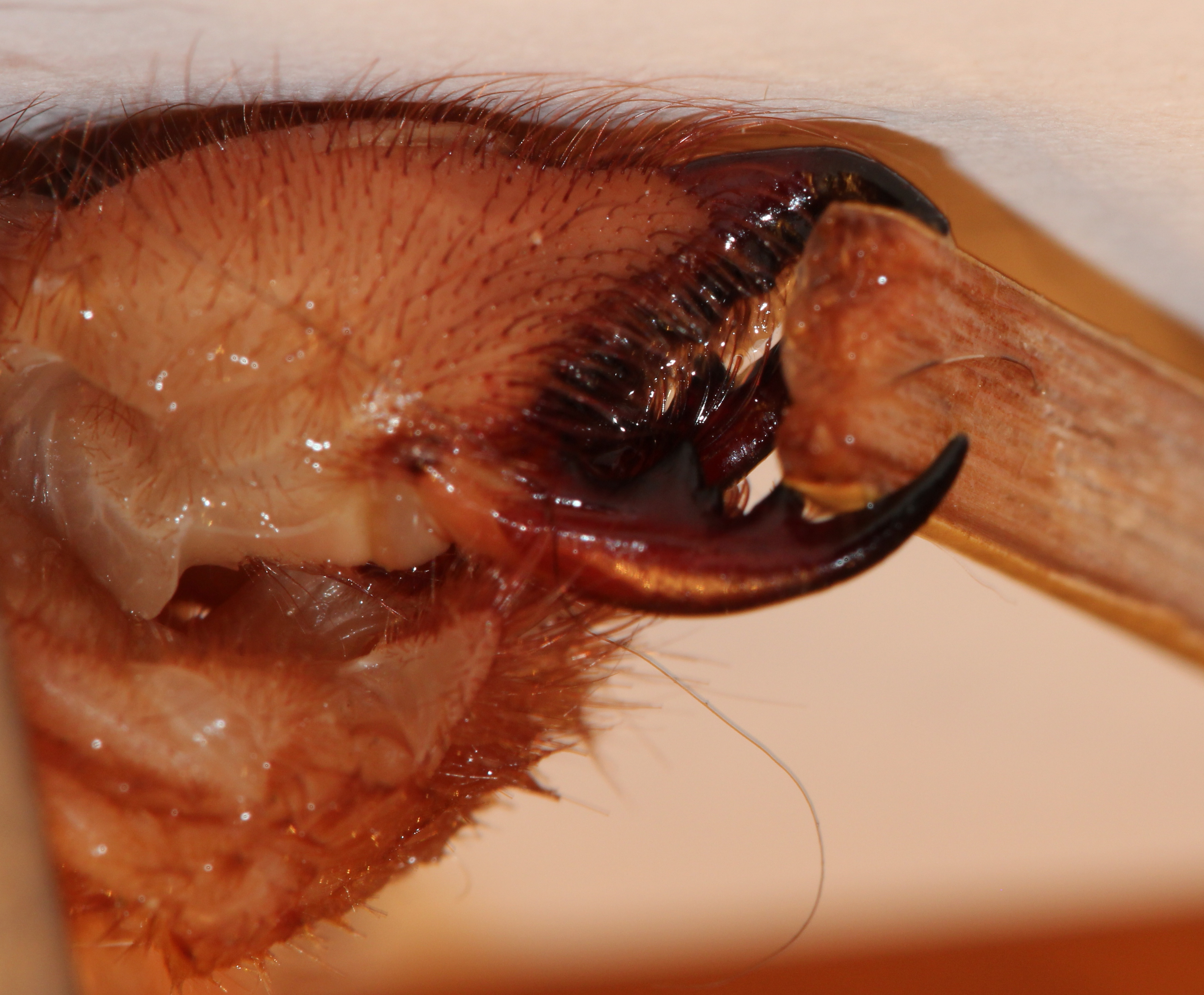
الشكل الجانبي للزوائد المخلبية يظهر أسنانًا وحدًا قاطعًا

ومن الملامح المميزة لل الزوائد المخلبية الكبيرة الخاصة بها، والتي تكون في كثير من الأنواع أكبر من البروسوما. كل واحدة من الزائدتين المخلبيتين لديها أدوات (قطع، أجزاء مرتبطة بواسطة مفصل،) تصنع كماشة قوية، مثل تلك التي لدى السرطان؛ وتحمل كل أداة عددًا مختلفًا من الأسنان، حيث يعتمد ذلك بصورة كبيرة على نوعها. الزوائد المخلبية للعديد من الأنواع تكون قوية بصورة مثيرة؛ فهي قادرة على جزّ الشعر أو الريش من فريسة أو جيفة فقارية، وكذلك قطع الجلد والعظام الرفيعة مثل تلك التي لدى العصافير الصغيرة.
العديد من العناكب الجملية تصدر صوت صرير بواسطة زوائدها المخلبية لتصدر ضوضاء مزعجة.

### الأرجل وزوج الأطراف الثاني

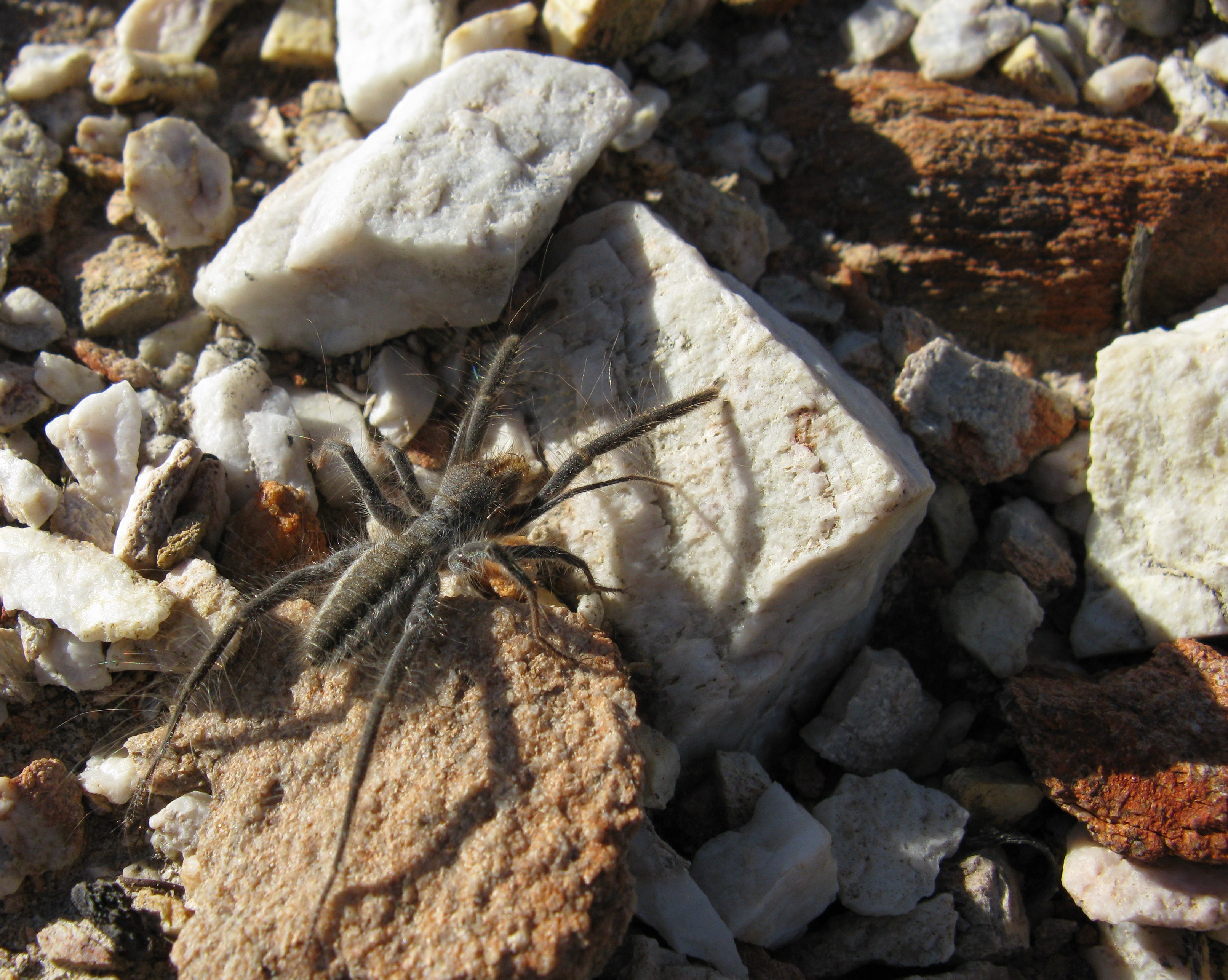
ذكر السولفيوجيد، فصيلة السولبيوجيدي، في مرج عشبي يونيونديل، كيب الغربية. لاحظ أن زوج الأطراف الثاني مرفوعان لا يلمسان الأرض بينما الأرجل الحساسة الأمامية غير المزودة بالمخالب في الواقع بالكاد تلمسها. وتعتبر الشعرات التي تغطي جميع الأطراف والجسد حساسة من حيث الوظيفة. وتكون سياط الذكر مرئية بالقرب من أطراف الزوائد المخلبية.

ورغم أن السولفيوجاي تبدو أن لديها عشرة أرجل، إلا أنها لا تمتلك بالفعل سوى ثمانية أرجل مثل معظم مفصليات الأرجل الأخرى. وكل ساق حقيقية بها سبعة أجزاء: فخذ، المَدوَر، عظم الفخذ، الرضفة، قصبة الساق، مشط القادم، الكاحل. لا تعتبر الأزواج الخمسة من الذيول أرجلًا «حقيقية» ولكن زوج الأطراف الثاني به خمس أجزاء فقط لكل واحدة. يعمل زوج الأطراف الثاني جزئيًا كأعضاء حساسة مثل قرون الاستشعار التي لدى الحشرات، وتستعمل جزئيًا في التحرك والحصول على الغذاء والاقتتال. أثناء التنقل الطبيعي لا تلمس الأرض ولكن تُرفع لتحديد العوائق والفريسة؛ وفي هذا الموقف تبدو وكأنها زوجان من الأرجل الإضافية. وفي انعكاس للاعتماد الكبير للسوليفيوجاي على المحسوسات الملموسة، فإن الأرجل الحقيقية الخلفية تكون أصغر وأقل سُمكًا من الأزواج الثلاثة الخلفية. ويقوم ذلك الزوج الأمامي بصورة كبيرة بلعب دور الجهاز الحساس كمُكمّل لزوج الأطراف الثاني، وفي العديد من الأنواع تفتقر نتيجة لذلك إلى الكواحل. ففي أطراف زوج الأطراف الثاني تحمل السوليفيوجات أعضاء لاصقة منقلبة للخارج والتي يمكن أن تستخدمها لاقتناص الفريسة الطائرة، والتي من المؤكد أن بعض الأنواع على الأقل تستخدمها في تسلق الأسطح الناعمة.
وأما بالنسبة للجزء الأكبر؛ يتم استخدام الأزواج الثلاثة الأمامية للساقين فقط في الجري. وفي الجانب السفلي من الفخذ والمَداور بالزوج الأخير من الأرجل لدى السوليفيوجات أعضاء حساسة على شكل المروحة تُسمى الكعوب أو أعضاء الراكيت. وفي بعض الأحيان فإن شفرات الكعوب تتجه إلى الأمام وفي بعض الأحيان لا يحدث. ولكن لم نتمكن من فهم نمط عمل الكعوب ولا وظيفتها بصورة واضحة حتى الآن. وهناك شكوك تقول إنها أعضاء استشعارية لتحديد الاهتزازات بالتربة، وربما لاكتشاف التهديدات والفرائس أو الأزواج المحتملة.
وفي العادة يكون الذكور أصغر من الإناث ولديهم سيقان أطول نسبيًا. وخلافًا للإناث فلدى الذكر زوجان من السياط حيث توجد واحدة على كل من الزوائد المخلبية. في الصورة المصاحبة لأحد ذكور السوليفيوجيد يُرى أحد السياط فقط بالقرب من قمة كل واحدة من الزوائد المخلبية. وتُسمى السياط أحيانًا بالقرون وتنحني أيضًا فوق الزوائد المخلبية. يُعتقد أن لديها بعض العلاقات الجنسية ولكن وظيفتها لم تُشرح بصورة واضحة بعدُ.

### العيون

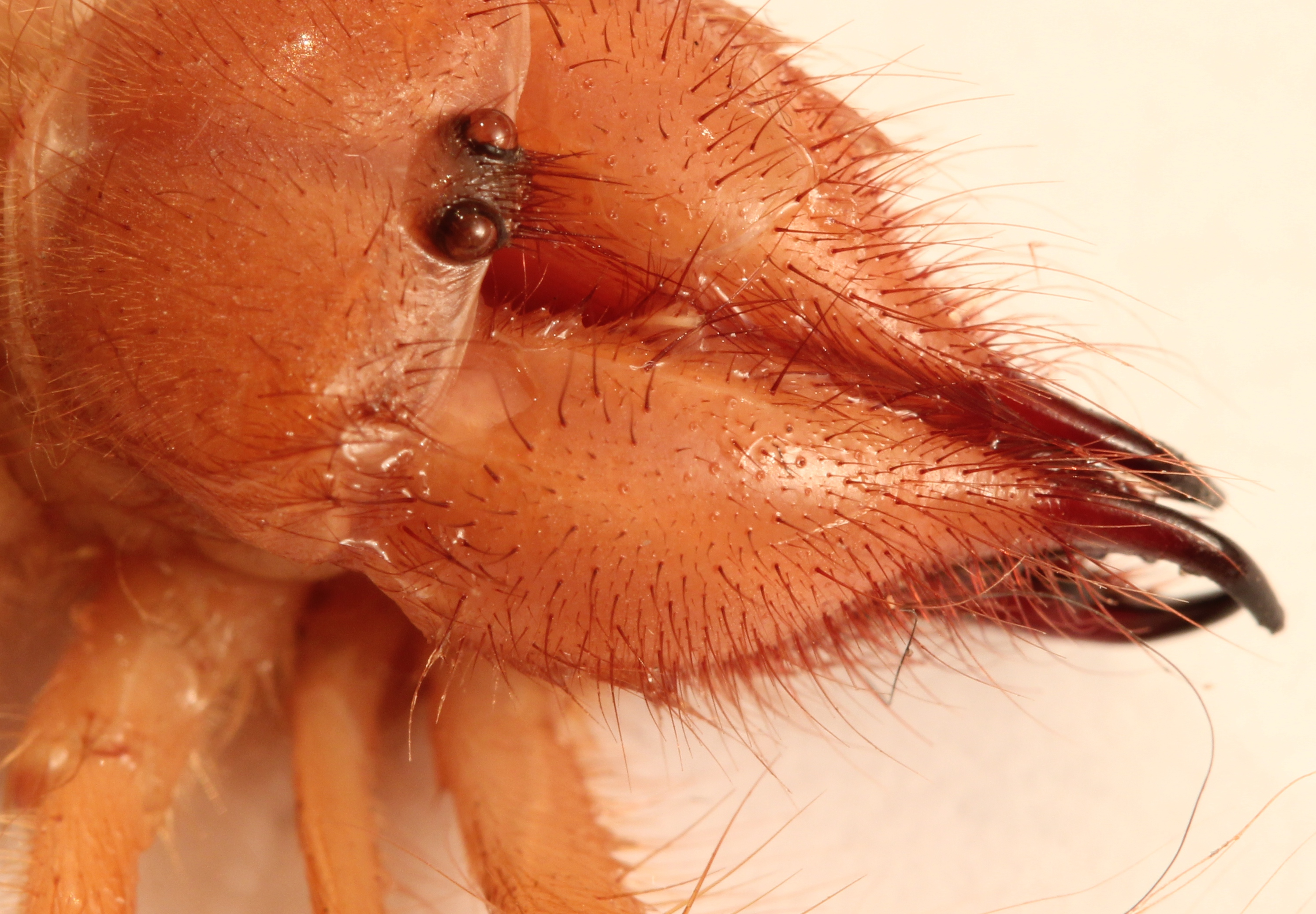
تغطى عيون السولبيوجيد بشعر تغطية للحماية

في بعض الأنواع يوجد عيون كبيرة جدًا مركزية. تبدو مثل أعين بسيطة أو عيينة، ولكنها تعتبر معقدة بدرجة مدهشة. يمكنها أن تتعرف على الأشكال وتُستعمل في الصيد واجتناب الأعداء. وتعتبر هذه الأعين مميزة في تشريحها الداخلي؛ فيوجد اقتراح بأنها تمثل آخر خطوة في الدمج الكامل للعُيينات البسيطة في عين مركبة واحدة، وللدمج اللاحق لعين مركبة في عين بسيطة. في المقارنة بين الأنواع التي تتواجد فيها، إلا أن الأعين الجانبية تعتبر غير متطورة بشكل تام.

## التصنيف
لا تعتبر العناكب الجملية عناكب حقيقية بل أنها رتبة مستقلة ومختلفة من العنكبيات مثل العقارب والعقارب الحاصدة. يوجد نحو 1065 نوعًا معروفًا من العناكب الجملية وقد تم تجميعها في 153 جنس و12 فصيلة تنتمي لرتبة العناكب الجملية:213
- السولبوغية (الاسم العلمي:سلبوغية
- (الاسم العلمي:Ammotrechidae)
- (الاسم العلمي:Ceromidae
- (الاسم العلمي:Daesiidae
- (الاسم العلمي:Eremobatidae
- (الاسم العلمي:شبثيات
- (الاسم العلمي:Gylippidae
- (الاسم العلمي:Hexisopodidae
- (الاسم العلمي:Karschiidae
- (الاسم العلمي:Melanoblossidae
- (الاسم العلمي:Mummuciidae
- (الاسم العلمي:راغودية

وفصيلة العناكب الجملية الأولية هي الفصيلة الأحفورية الوحيدة المعروفة من هذه الرتبة وقد أكتشفت في إحدى الحفريات في بنسيلفانيا.

## علم البيئة

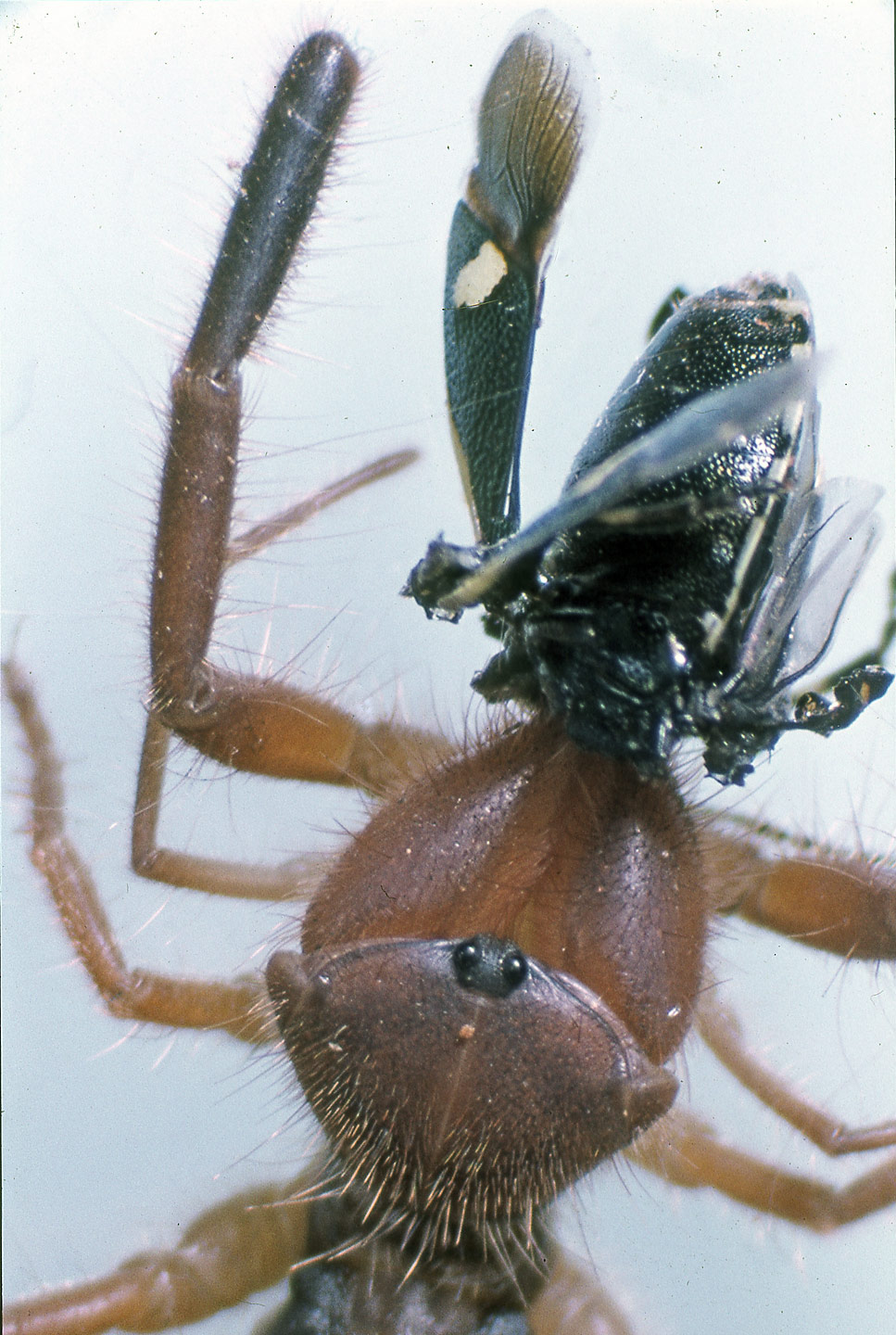
جلوفيا دورساليس تتغذى على حشرة الكرنب (أيوريديما أوليراسيم)

بالرغم من اعتبار العناكب الجملية مؤشرات متوطنة للحياة الحيوية بالصحراء،:1 فإنها تتواجد في شبه الصحراء والأشجار المنخفضة. تعيش بعض الأنواع أيضًا في الأرض العشبية أو مواطن الغابات. تعيش العناكب الجملية بصفة عامة في المواطن الدافئة والجافة، وهذا بما يتضمن في الواقع جميع الصحاري الدافئة والأراضي ذات الأشجار المنخفضة في جميع القارات باستثناء القارة القطبية الجنوبية وأستراليا.
تعتبر العناكب الجملية لاحم أو قرات، حيث تتغذى معظم الأنواع على النمل الأبيض والخنفساء السوداء والحشرات الأرضية الأخرى من مفصليات الأرجل. تعتبر السولفيوجات متغذيات انتهازية وذُكر أنها تتغذى على الثعابين والسحالي الصغيرة والقوارض؛ حيث تضع الفريسة بين زوج الأطراف الثاني وتقوم بقتلها وتقطيعها إلى أجزاء بواسطة الزوائد المخلبية. ثم تتحول الفريسة إلى سائل بعد ذلك ويتم امتصاص السائل من خلال البلعوم. وبالرغم من أنها لا تهاجم الإنسان عادة إلا أن هذه الزوائد المخلبية يمكن أن تخرق جلد الإنسان، كما أنه ذُكر حدوث لدغات مؤلمة.

## دورة الحياة
تعتبر العناكب الجملية أحادية الجيل في العادة.:8 يشمل التكاثر نقل المني مباشرة أو غير مباشرة؛ حيث يقوم الذكر بنشر محفظة منوية على الأرض ثم يدخلها من خلال زوائده المخلبية في المسام التناسلية لدى الأنثى. ولفعل بهذا يقوم بطرح الأنثى على ظهرها. ثم تقوم الأنثى بعد ذلك بحفر جحر تضع فيه ما بين 50 إلى 200 بيضة. وبحسب النوع تقوم بحراستها إلى أن تفقس. ولأن الأنثى لن تتغذى أثناء هذه الفترة فإنها تحاول تسمين نفسها سلفًا وقد لوحظ أن النوع 5 سـم (2.0 بوصة) يأكل أكثر من 100 ذبابة خلال هذه الفترة في المعمل. تمر العناكب الجملية بعدد من المراحل تتضمن مرحلة البيض والمرحلة ما بعد الجنينية وما بين تسعة إلى عشرة أطوار حورائية ثم مرحلة البلوغ.

## أصل الكلمة
يشتق الاسم العلمي للعناكب الجملية من اللاتينية وهو يعني «أولئك الذين يفرون من الشمس». وتعرف الرتبة أيضًا بعدة اسم علمية مرادفة. تتضمن الأسماء الشائعة الخاصة بها عنكبوت الجمل، عقرب الرياح، جيريمنجلم، عقرب الشمس وعنكبوت الشمس. وتعرف في جنوب أفريقيا بمجموعة من الأسماء تتضمن الرومان الحمر، haarskeerders («جزازي الشعر») وbaardskeerders («جزازي الذقون»)، ويرجع الأخير إلى الاعتقاد أنها تستخدم فكها الكبير لجز الشعر من الإنسان والحيوانات لبناء أعشاشها تحت الأرض.

## العناكب الجملية والإنسان

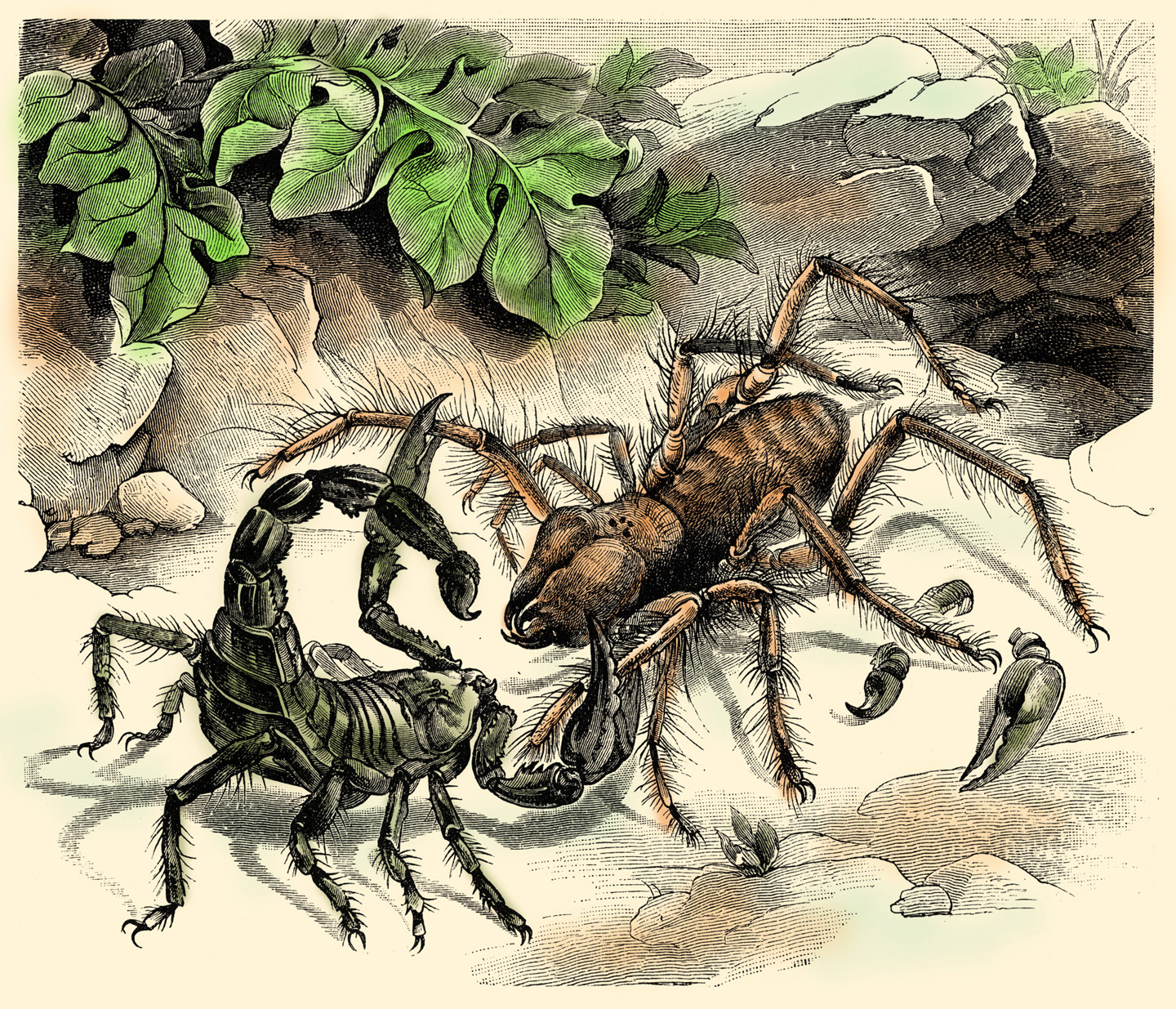
أحد العقارب (يسارًا) يتقاتل مع إحدى العناكب الجملية (يمينًا)

تعتبر العناكب الجملية منذ أزمنة قديمة أصناف مميزة. اعتبر الإغريق أنها مختلفة عن العناكب؛ حيث كانت تسمى العناكب ἀράχνη (أركني) بينما كانت تسمى العناكب الجملية φαλάγγιον (فلانجيون). لقد ذُكرت على سبيل الخطأ في كتاب أيليان' De natura animalium مع العقارب باعتبارها مسؤولة عن هجر الأفراد لمدينة في إثيوبيا. وضع أنطون أوجست هنريك لختنشتاين (Anton August Heinrich Lichtenstein) نظرية عام 1797 تقول إن «الفئران» التي تسببت في نشرالطاعون في فلسطين في العهد القديم كانت تنتمي لفصيلة العناكب الجملية. أثناء الحرب العالمية الأولى، كانت القوات المستقرة في أبو قير، مصر تقيم معارك قتالية بين الوحدات الأسيرة المقيدة، كما أشاروا إليها، وكانوا يراهنون على النتيجة. وبالمثل كانت القوات البريطانية التي استقرت في ليبيا في الحرب العالمية الثانية تنظم معارك قتالية بين العناكب الجملية والعقارب.:2–3

### خرافات حضرية
تعتبر العناكب الجملية مادة لكثير من الخرافات الحضرية والمبالغات حول حجمها وسرعتها وسلوكها وشهيتها وفتكها. إنها ليست كبيرة على وجه الخصوص، فأكبرها لديه امتداد ساق يبلغ 12 سـم (4.7 بوصة) تقريبًا. وهي تتميز بالسرعة على الأرض مقارنةً بغيرها من اللافقاريات. وتقدر سرعتها القصوى بنحو 16 كم / ساعة وهو ما يقدر بنحو ثلث سرعة أكثر العدائين البشريين سرعة. وليس لدى هذا الرتبة من «العنكبيات» سم، باستثناء نوع واحد في الهند (راجوديس نيجروسينكتس) كما ذُكر في إحدى الدراسات، ولا تصنع شبكات.
ونتيجة لمظهرها الغريب يذعر منها العديد من الأفراد أو يشعرون بالخوف منها. بل إن هذا الخوف كان كافيًا لإخراج إحدى الأسر من منزلها عند اكتشاف أحدها في منزل للجنود في كولشيستر، إنجلترا وجعلت الأسرة تلقي بمسؤولية موت كلبهم الأليف على العناكب الجملية. وهي غير سامة رغم قدرتها على الإصابة بلدغة مؤلمة من خلال فكيها القويين.

## وصلات خارجية
- "Camel Spiders: Behind an E-Mail Sensation From Iraq". الجمعية الجغرافية الوطنية. 29 يونيو 2004. مؤرشف من الأصل في 2018-01-29.
- "The Arachnid Order Solifugae". مؤرشف من الأصل في 2019-11-30.